# Ažytė
Ažytė je řeka 3. řádu ve středu Litvy v okresech Raseiniai a Kėdainiai, pravý přítok řeky Šušvė. Pramení v lese 1 km na západ od vsi Steponkaimis, 8,5 km severovýchodně od městysu Betygala. Teče zpočátku na severovýchod, postupně se pozvolna stáčí k východu až do soutoku se Šušvė, do které se vlévá 54,0 km od jejího ústí do Nevėžisu, 0,5 km na východ od vsi Antkalnis, 6,5 km na východojihovýchod od městysu Krakės. Horní tok je regulovaný, od vsi Barsukinė počíná nepravidelně, drobně a složitě meandrovat. Hloubka říčního údolí je 10 m. Šířka koryta je 6 – 7 m, hloubka 0,5 - 0,6 m. Rychlost toku je 0,1 m/s. Průměrný spád je 1,9 m/km. 

## Přítoky
- Levé:

| Hydrologické pořadí | Řeka                                  | Délka (km) | Povodí (km²) | Vzdálenost od ústí (km) | Ústí kde    | Koordináty ústí                  |
| ------------------- | ------------------------------------- | ---------- | ------------ | ----------------------- | ----------- | -------------------------------- |
| 13011051            | Verdegsnis                            | 3,7        | 6,2          | 15,4                    | Aleknaičiai | 55°26′55″ s. š., 23°28′30″ v. d. |
| 13011052            | Meiliškių griovys (Meiliškių kanalas) | 5,3        | 16,3         | 12,6                    | Karalinava  | 55°27′20″ s. š., 23°31′5″ v. d.  |
| 13011053            | Morkiškis                             | 9,2        | 25,0         | 10,3                    | Sakalai     | 55°27′29″ s. š., 23°33′ v. d.    |
| 13011054            | Ažytėlė                               | 5,2        | 5,1          | 4,9                     | Ažytėnai    | 55°27′27″ s. š., 23°36′32″ v. d. |
| 13011056            | Duburys                               | 3,2        | 3,3          | 2,1                     | Ažytėnai    | 55°27′20″ s. š., 23°38′10″ v. d. |

- Pravé:

| Hydrologické pořadí | Řeka        | Délka (km) | Povodí (km²) | Vzdálenost od ústí (km) | Ústí kde | Koordináty ústí                  |
| ------------------- | ----------- | ---------- | ------------ | ----------------------- | -------- | -------------------------------- |
|                     | Trandžiukas |            |              | 16,5                    | Lenčiai  | 55°27′30″ s. š., 23°35′41″ v. d. |
| 13011055            | Ažynas      | 7,3        | 15,9         | 3,7                     | Ažytėnai | 55°27′19″ s. š., 23°37′22″ v. d. |
|                     | Traidupys   |            |              | 1,9                     | Ažytėnai | 55°27′15″ s. š., 23°38′13″ v. d. |